# Lakits Vendel
Lakits Vendel (Vindornyafok, 1841. szeptember 6. – Budapest, 1904. december 24.) igazgató, tanár.

## Élete
Apja urasági gazda volt Vindornyafokon, de szülei 1847-ben Keszthelyre költöztek. Iskoláit 1848 tavaszán ott kezdte és a gimnáziumban folytatta. Az 5. osztályt Székesfehérváron kezdte majd 1862-től a győri mesterképző intézetbe ment és magántanítással tartotta fönn magát. A képző kétéves tanfolyamát elvégezte, és elemi tanképesítő oklevelet szerzett.
1864. augusztustól nevelő volt Győrött Petz Adolf ügyvédnél, majd 1865-től Pesten lett magániskolai kisegítő tanító. 1866-tól Abonyban lett tanító. 1868 szeptemberétől helyettes altanító lett a ferencvárosi elemi főiskola leányosztályában. 1871-től a Költő utcai elemi főiskolában osztálytanító volt. Az igazgató-tanítói vizsgát is letette, 1877-ben a józsefvárosi Bezerédj-utcai iskolához ideiglenes igazgatónak nevezték ki. 1878-ban a fővárosi tanács megerősítette igazgató-tanítói minőségében, az óbudai leányiskolához helyezte át.
Részt vett a népnevelők budapesti egyletének megalakításában és alelnöke volt a pedagógiai szakosztálynak. Tagja volt a főváros összes népnevelési egyesületeinek. Az egyetemes tanítógyűléseknek is állandó tagja és 1890-ben egyik elnöke volt. Az 1878-ban tartott 3. egyetemes gyűlés végrehajtó bizottságának az elnökségét 12 évig viselte. 1890-től a magyarországi tanítók országos bizottságának elnöke. 1872-ben Pauler a népnevelők egyesületének ajánlatára kitüntetési díjban részesítette. A kereskedelmi miniszter az 1896. nemzeti kiállítás rendezőbizottságának is tagjává nevezte ki. Működéséért több tanítóegyesület tiszteletbeli tagjává nevezte ki és 1893-ban arany tollal tisztelték meg. Tagja volt a Magyar Turista Egyesület Tanítói Osztályának, mely 1896-ban Magyar Tanítók Turista Egyesülete (MTTE) néven önállósult.
Társszerkesztője volt a Népnevelők Lapjának 1872-1873-ban és szerkesztője 1876-1880 között. Péterffy Sándorral együtt szerkesztette a Deák-Emlék és Királyi ünnepek emléke könyveket és a budapesti tanítóegyesület Évkönyvét. Munkatársa volt a Magyar Paedagogiai Szemlének, a Népnevelők Lapjának és írt A Hon, Ellenőr, Pesti Napló és Nemzeti Hírlap napilapokba, többnyire álnév alatt.

## Álnevei
Várfoki Elemér, Gyenes Antal és Rezi sándor (a Népnevelők Lapjában.)

## Művei
- 1864 Földrajz. Győr.
- 1868 Tudósítása az abonyi tanítói kar által rendezett tavaszi mulatságról. Néptanítók Lapja.
- 1870 Az osztály- vagy váltakozórendszer alkalmaztassék-e népiskoláinkban? Néptanítók Lapja.
- 1873 Világtárlati csarnok. Néptanítók Lapja.
- 1876 ABC és olvasókönvyv. Budapest. (többekkel együtt 10,000 példányban nyomatott és 1889. Uo. Ism. Bökényi Dániel, A magyar ábc- és olvasókönyvek történeti fejlődése. M.-Sziget, 1891.)
- 1877 Földrajz a népiskolák III. és IV. osztályai számára. A miniszteri tanterv utasítása szerint s a nagyobb városok viszonyaira való tekintettel. Budapest. (Neiger Sándorral együtt. Ism. Néptanítók Lapja 354. 1. 2. kiadás 1878., 9. k. 1885., 12. k. (1886.)
- 1878 Földrajz a fővárosi elemi népiskolák III-VI. osztályai számára I-IV. Budapest. (Neiger Sándor társaságában, III. 4. teljesen átdolg. kiadás 1880., 15. jav. k. 1889., 17. k. 1893., IV. 4. k. 1880. 15. jav. k. 1889., V. 4. jav. k. 1886. V. és VI. oszt. sz. átdolgozta Kiss Áron 6. k. 1889. Bpest.)
- 1881 A fővárosi tanitónők férjhez menetelének kérdése. Budapest. (Cserfoki Aladár álnévvel)
- 1885 Beszéde az árvaházi egyesület küldöttségének élén. Néptanítók Lapja.
- 1888 Göndöcs Lajos. Néptanítók Lapja.
- 1887-1890 Képes magyar olvasókönyv az elemi népiskolák II-VI. osztályai számára I-IV. Budapest. (Lutenberger Ágost és Péterffy Sándorral együtt. II-IV. 2. kiadás 1890., V-VI. 4. jav. k. 1895.)
- 1890 A IV. egyetemes tanítógyűlés tételei és a szakosztályok. Felhívás Magyarország néptanítóihoz. Néptanítók Lapja.
- 1892 Hamis vádaskodás. Néptanítók Lapja.
- 1893 Huszonöt esztendő a népnevelők budapesti egyesülete történetéből 1868. Budapest.

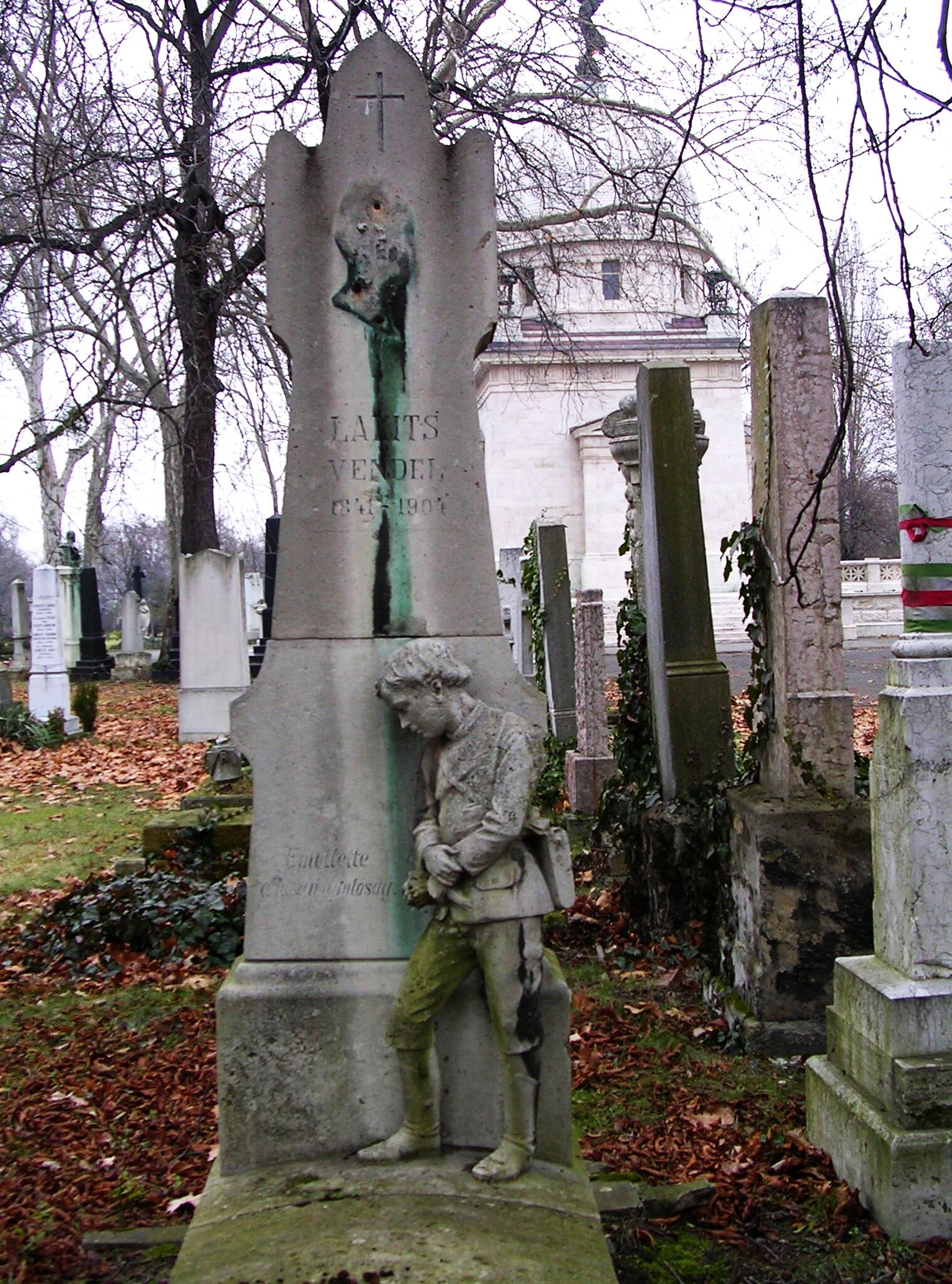
Sírja a Fiumei úti sírkertben. (29/1-1-56). Alkotója: Lantay Lajos